# Сон №5
«Сон №5» — російський кінофільм режисера Сергія Ткачова, що вийшов на екрани в 2010 році.

## Зміст
Мама двох малолітніх діточок бачить нав'язливі сни про місця, у яких вона ніколи не бувала і про події, у яких вона ніколи не брала участь.

## Ролі
| Актор            | Роль |
| ---------------- | ---- |
| Наталія Ткачова  | -    |
| Владислав Сич    | -    |
| Анатолій Горячев | -    |
| Сергій Ткачов    | -    |
| Вероніка Ткачова | -    |
| Микита Ткачов    | -    |

## Знімальна група
- Режисер, сценарист, композитор, оператор — Сергій Ткачов
- Продюсер — Сергій Ткачов, Наталія Ткачова